# Diversidade sexual

Infográfico sobre a diversidade sexual

A diversidade sexual e de gênero (DSG), ou simplesmente diversidade sexual, é um termo usado para referir-se de maneira inclusiva a toda a diversidade de sexos, orientações sexuais, identidades e expressões de gênero sem necessidade de especificar cada uma das identidades que compreendem esta pluralidade.
No Ocidente, geralmente utilizam-se classificações simples e herméticas para o sexo (masculino, feminino e intersexo), para a orientação sexual (hétero, homo, bi, andro, gine e assexual), identidade (masculina ou feminina, seja trans ou cisgênero, ou não-binária) e expressão de género (masculina, feminina ou andrógina), sendo as minoritárias ou marginalizadas reunidas sob a sigla LGBTI (lésbicas, gays, bissexuais, transgênero e intersexo). No entanto, outras culturas possuem maneiras diferentes de entender o sistema de gênero. Também, nas últimas décadas, têm-se popularizado diversas teorias da sexologia, como a escala de Kinsey e a teoria queer, as quais propõem que esta classificação resulta insuficiente para descrever a complexidade da sexualidade na espécie humana e em outras espécies animais.
Por exemplo, pode ser que haja pessoas que experienciam uma orientação sexual intermédia entre heterossexual e bissexual (heteroflexibilidade) ou entre homossexual e bissexual (homoflexibilidade). Pode acontecer, ainda, de sua orientação variar ao longo do tempo. Em outras palavras, dentro da bissexualidade, existe uma grande diversidade de tipologias e orientações que variam desde uma completa heterossexualidade a uma completa homossexualidade.
A diversidade sexual inclui as pessoas intersexo, que naturalmente desenvolvem características sexuais que não se encaixam nas noções típicas de sexo masculino ou feminino; as pessoas assexuais, que não experienciam atração sexual por nenhum sexo ou género; e todas as pessoas que consideram que sua orientação sexual ou identidade de gênero não se pode definir (pessoas queer);
Socialmente, reivindica-se a diversidade sexual e de género como forma da aceitação de qualquer forma de ser, com iguais direitos, liberdades e oportunidades dentro do marco dos Direitos Humanos. Em muitos países, reivindica-se a visibilidade da diversidade sexual nas marchas do Orgulho LGBTI.